# Риу-ди-Контас
Риу-ди-Контас (порт. Rio de Contas)  —  муниципалитет в Бразилии, входит в штат Баия. Составная часть мезорегиона Юго-центральная часть штата Баия. Входит в экономико-статистический микрорегион Сеабра. Население составляет 13 681 человек на 2006 год. Занимает площадь 1052,302 км². Плотность населения — 13,0 чел./км².

## История
Город основан 27 ноября 1745 года.

## Статистика
- Валовой внутренний продукт на 2003 год составляет 26 780 479,00 реалов (данные: Бразильский институт географии и статистики).
- Валовой внутренний продукт на душу населения на 2003 год составляет 1951,08 реалов (данные: Бразильский институт географии и статистики).
- Индекс развития человеческого потенциала на 2000 год составляет 0,653 (данные: Программа развития ООН).

## География
Климат местности: горный тропический. В соответствии с классификацией Кёппена, климат относится к категории Csb.